# ناشنوایی ضربی
ناشنوایی ضربی (انگلیسی: Beat deafness) شکلی از آموزیای مادرزادی است که با ناتوانی فرد در تشخیص ریتم موسیقی یا حرکت هماهنگ با آن قابل شناسایی است.

## خصوصیات
به‌طور کلی، انسان‌ها از دوران نوزادی این توانایی را دارند که ضرب و ریتم موسیقی را بشنوند. با این حال، برخی از افراد قادر به تشخیص ضرب و ریتم موسیقی نیستند و از آنچه تحت عنوان ناشنوایی ضربی نامیده می‌شود، رنج می‌برند. ناشنوایی ضربی یک شکل تازه کشف‌شده از آموزیای مادرزادی است که در آن افراد توانایی شناسایی یا «شنیدن» ضرب‌آهنگ در قطعه‌های موسیقی را ندارند. برخلاف بسیاری از اختلالات شنوایی که در آن فرد قادر به شنیدن هر نوع محرک صوتی نیست، افراد مبتلا به ناشنوایی ضربی معمولاً به‌طور عادی قادر به شنیدن هستند، اما قادر به تشخیص ضرب و ریتم در موسیقی نیستند. افراد مبتلا به ناشنوایی ضربی قادر به رقصیدن هماهنگ با هر نوع موسیقی نیز نیستند. حتی افرادی که خوب نمی‌رقصند حداقل می‌توانند حرکات خود را با آهنگی که به آن گوش می‌دهند هماهنگ کنند، زیرا به‌راحتی می‌توانند با ضرب‌آهنگ موسیقی هماهنگ بمانند.

## کمیابی
نخستین مورد گزارش‌شده از ناشنوایی ضربی مربوط به یک دانشجوی فارغ‌التحصیل کانادایی بود که محققان او را «متیو» معرفی کردند. فیلیپس-سیلور و همکاران (۲۰۱۱) توانایی انسان برای تشخیص ضرب‌های موسیقی را در نمونه‌ای از افرادی که هیچ آموزش موسیقی قبلی در زندگی خود ندیده بودند، بررسی کرده‌اند. محققان مجموعه‌ای از آهنگ‌ها را از ژانرهای مختلف ارائه کردند و از شرکت‌کنندگان خواستند که به سادگی و به‌صورت هماهنگ با ضرب‌آهنگ، بالا و پایین بپرند. نتایج نشان داد که همهٔ شرکت‌کنندگان به‌جز متیو می‌توانستند همگام با ضرب‌آهنگ موسیقی حرکت کنند. محققان همچنین کلیپ‌هایی ویدئویی به شرکت‌کنندگان ارائه دادند که نشان می‌داد فردی در حال رقصیدن با موسیقی است. متیو نمی‌توانست تشخیص دهد که رقصیدن آن شخص با زمان و ضرب موسیقی هماهنگ است یا خیر. سایر شرکت‌کنندگان هیچ مشکلی با این کار نشان ندادند.

## اساس عصبی
هنگامی که امواج صوتی به گوش می‌رسد، انرژی موجود در آن‌ها به سیگنال‌های الکتریکی تبدیل می‌شود که از طریق اعصاب شنوایی به مغز ارسال می‌شود. پردازش صدا زمانی آغاز می‌شود که این سیگنال‌های الکتریکی به ناحیهٔ دریافت‌کنندهٔ شنوایی اولیه در قسمت مرکزی لوب گیجگاهی می‌رسند. سپس سیگنال‌ها به ناحیهٔ اطراف هسته که به ناحیهٔ بلت معروف است می‌رسند و سپس به ناحیهٔ پارابلت که در کنار بلت قرار دارد منتقل می‌شوند. صداهای ساده مانند صداهای خالص می‌توانند ناحیهٔ مرکزی مغز را فعال کنند، اما هر دو ناحیهٔ بلت و پارابلت فقط با صداهای پیچیده مانند صداهایی که در گفتار و موسیقی یافت می‌شوند، فعال می‌شوند. قشر شنوایی در نیمکرهٔ چپ مغز مسئول پردازش ضرب و ریتم در موسیقی است. قشر شنوایی سمت راست در درجهٔ اول برای تمایز بین هارمونیک‌های مختلف استفاده می‌شود که زنگ‌های خالص ساده‌ای هستند که به‌منظور ایجاد زنگ‌های پیچیده، با هم ترکیب می‌شوند.
فیلیپس-سیلور و همکاران (۲۰۱۱) پیشنهاد می‌کند که ناشنوایی ضربی ناشی از مشکلات عصبی در مناطقی از مغز است که برای تشخیص ضرب موسیقی، ریتم و زمان استفاده می‌شود. ناحیهٔ اصلی که وظیفهٔ پردازش ریتم موسیقی را بر عهده دارد، قشر شنوایی سمت چپ است، اما به احتمال زیاد سایر نواحی نیز درگیر این امر هستند. طبق فرضیهٔ فیلیپس-سیلور و همکاران، ناشنوایی ضربی باید ناشی از ناهنجاری‌های عملکردی در قشر شنوایی سمت چپ باشد.
به‌نظر می‌رسد که سایر نواحی مغز متیو، از جمله نواحی مسئول کلیت شنوایی و کنترل حرکتی که در انجام حرکات در رقص استفاده می‌شود، به‌طور طبیعی کار می‌کنند. بنابراین، کمبودهای متیو ناشی از ناتوانی در شنیدن به‌طور کارآمد یا کنترل حرکت بدن او در حین رقص نیست. همچنین مشاهده نشده است که ناشنوایی ضربی بر سایر بخش‌های توانایی شناختی مانند زبان، که شامل هیچ نوع ضرب یا تغییرات پراکندهٔ ریتم مرتبط با موسیقی نمی‌شود، تأثیر بگذارد. با توجه به عملکرد طبیعی مغز متیو، این فرضیه در مورد نقص ادراک ضرب که در ناحیهٔ مغز مرتبط با پردازش ریتم رخ می‌دهد، به احتمال زیاد درست است.
با این حال، ناشنوایی ضربی یک کشف بسیار جدید است و تحقیقات بیشتر برای رسیدن درک کامل از این پدیده و فرآیندهای مغزی زیربنایی آن ضروری است. در سال ۲۰۱۶ مطالعه‌ای منتشر شد که همبستگی‌های عصبی ادراک ضربان را در دو فرد ناشنوا به نام‌های متیو و مارجوری و گروهی از شرکت‌کنندگان کنترلی مورد بررسی قرار داد. در مراحل شناختی بعدی از پردازش ضرب در این مطالعه، پشتیبانی موردی برای ناهنجاری‌ها ارائه شد که در یک بخش P3b غیرقابل اطمینان از سوی متیو—و نه از سوی مارجوری—در مقایسه با شرکت‌کنندگان کنترلی بازتاب یافته بود.

## مقایسه با ناشنوایی آهنگی
ناشنوایی آهنگی به‌واسطهٔ ناتوانی در تمایز قائل شدن میان گام‌های مختلف شناخته می‌شود که مستقیماً با فرکانس امواج صوتی مرتبط است. ناشنوایی آهنگی یک اختلال مرتبط، اما متمایز از ناشنوایی ضربی است. افراد مبتلا به ناشنوایی آهنگی می‌توانند ضرب را تشخیص دهند و به‌طور هماهنگ با ضرب موسیقی حرکت کنند، اما نمی‌توانند زیر و بم یا همان آهنگ موسیقی را درک کنند. از طرف دیگر، افراد مبتلا به ناشنوایی ضربی، می‌توانند مانند افراد معمولی، آهنگ‌های مختلف را تشخیص داده و میان آن‌ها تمایز قائل شوند و معمولاً می‌توانند با آهنگ آواز بخوانند، بنابراین مشکلی با گام موسیقی در آنان وجود ندارد. نواحی مختلف مغز در قشر شنوایی در درک زیر و بم موسیقی و ملودی نقش دارند. محققان این نظریه را مطرح می‌کنند که ناشنوایی آهنگی به‌طور بالقوه می‌تواند از هر یک از این بخش‌ها باشد. هم ناشنوایی ضربی و هم ناشنوایی آهنگی از همین نواحی در مغز سرچشمه می‌گیرند.

## درک ضرب در حیوانات
یک تیم تحقیقاتی به سرپرستی انیرود دی. پاتل از مؤسسه علوم اعصاب به این نتیجه رسیدند که طوطی کاکلی گوگردی توانایی درک ضرب آهنگ در موسیقی را دارند و می‌توانند به‌صورت ریتمیک و هماهنگ با ضرب موسیقی حرکت کنند. فرض بر این است که فقط گونه‌های دارای قابلیت یادگیری آواز مانند دلفین‌ها و طوطی‌ها توانایی درک ضرب را دارند. این به این دلیل است که درک ضرب موسیقی و حرکت با آن به قابلیت یادگیری صوتی پیچیده وابسته است که به مدارهای حرکتی و شنوایی در مغز نیاز دارد. یادگیری صدا و درک ضرب در قسمت‌هایی از مغز که مسئول نواحی شنوایی و حرکتی هستند، همپوشانی دارند. شواهد قابل توجهی برای درک ضرب در گونه‌های دارای قابلیت یادگیری غیرآوازی مانند سگ و گربه وجود ندارد. با این حال، شیرهای دریایی کالیفرنیا، که جانورانی با قابلیت یادگیری غیرآوازی هستند، توانایی درک ضربات در موسیقی را از خود نشان داده‌اند.